# Motore bialbero FIAT
Il motore bialbero FIAT è stato un propulsore costruito dalla FIAT e dalla Lancia dal 1966 al 2000. Il nome deriva dall'installazione di due alberi a camme sul sistema di distribuzione (da qui il nome bialbero).
Progettato da Aurelio Lampredi (da cui derivò l'altro nome con cui fu conosciuto, il “bialbero Lampredi”), fu sostituito dai motori famiglia B, che comprendono propulsori a benzina, diesel e i Twin Spark dell'Alfa Romeo.

## Il debutto
All'epoca del debutto in produzione avvenuto sulla Fiat 124 Sport Spider, il bialbero di 1438 cm³ apparve all'avanguardia, in quanto per il comando degli alberi a camme utilizzava una cinghia dentata in gomma, in quel periodo soluzione inedita. Successivamente, furono prodotte cilindrate comprese tra i 1297 e i 1995 cm³ (2111 cm³ per la Lancia Rally 037 Evoluzione), e l'ampia gamma prodotta fu montata da modelli FIAT, Lancia, Morgan e Alfa Romeo.

## La tecnica
Negli anni sessanta la FIAT fu pioniera nello sviluppo di questa tipologia di propulsore, trasferendo nella produzione di serie l'esperienza maturata nelle corse dove tale soluzione di distribuzione, nata in casa Peugeot nel 1911 e da sempre destinata ai motori più spinti e lussuosi, era già massicciamente impiegata, ciò al fine di dare vita a motori brillanti destinati a berline di classe medio-alta. Da notare come all'epoca, i due principali motori bialbero presenti nella produzione europea fossero il 4 cilindri Alfa-Romeo e il 6 cilindri in linea Jaguar, ma entrambi con comando distribuzione a catena interna.
Inoltre sulle Fiat 1500 S e 1600 S erano già stati montati dei motori bialbero ideati e prodotti dalla OSCA basandosi sul motore 1500 aste e bilancieri della FIAT. La casa torinese utilizzò anche il bagaglio di quest'esperienza per la progettazione del nuovo motore.
Il bialbero FIAT venne sviluppato sul monoblocco del motore 124 ad aste e bilancieri montato sulla Fiat 124 normale e Special, di cui inizialmente manteneva la cilindrata di 1438 cm³ essendo superquadro.
Le caratteristiche principali erano:
- alberi a camme in testa agenti direttamente sulle valvole con punterie a bicchiere e regolazione con piattelli intercambiabili;
- albero motore con cinque supporti di banco;
- alberi a camme comandati da una cinghia dentata in gomma, con armatura di acciaio;
- testata polisferica in alluminio;
- valvole di grosso diametro disposte con angolatura tra loro di 65°
- cielo dei pistoni con ricavate due lunette per l'alloggiamento delle valvole completamente aperte.

Tutte le versioni del motore furono create sullo stesso basamento. Di conseguenza, con l'aumento dell'alesaggio dei cilindri, fu facile aumentare la cilindrata senza stravolgere l'architettura di base del motore. Furono anche prodotte versioni a iniezione, sovralimentate, a quattro valvole per cilindro, con contralberi d'equilibratura.
Una prima famiglia di motori bialbero ebbe origine dal basamento di alesaggio di 80 mm., con cilindrate di 1438 cm³ (corsa 71,5 mm) e 1608 cm³ (corsa 80 mm): dopo la fine della produzione della "125" il motore 1.6 sviluppò 1592 cm³ (corsa 79,2 mm).
Durante gli anni '70, questo basamento si sviluppò con un nuovo alesaggio di 84 mm. e progressivamente rimpiazzò l'edizione precedente in Fiat e Lancia. Esso ora poteva dare origine alle cilindrate di 1756 cm³ (corsa 79,2 mm), poi 1585 cm³ (corsa 71,5 mm) e infine 1995 cm³ (corsa 90 mm), raggiungendo così la soglia dei "2 litri".
A quest'ultimo gruppo si aggiunse, nei primi anni '70 in pieno clima di "austerity", un bialbero da 76 mm. di alesaggio che realizzò la cilindrata di 1297 cm³ (corsa 71,5 mm), poi leggermente incrementata a 1301 cm³ (alesaggio 76,1 mm, per poter toccare il limite di 140 km/h imposto allora sulle autostrade italiane a vetture di 1300 cm³ e oltre) e infine aumentata a 1367 cm³ (alesaggio 78 mm, per le ultime Fiat "131 Supermirafiori").
Nei rally la Fiat-Abarth "124 Spider" adottò un motore da 1839 cm³, di alesaggio 86 mm e corsa 79,2 mm (poi incrementato a 1946 cm³), mai utilizzato con questa cubatura nella produzione di serie. Altra cilindrata sperimentale fu realizzata per il prototipo Abarth 035 con compressore volumetrico: alesaggio 82 mm, corsa 67,5 mm e cilindrata di 1425 cm³.
La Lancia Delta S4 invece, contrariamente a quanto spesso riportato, non utilizzava un'evoluzione del bialbero Lampredi ma un motore del tutto inedito completamente in lega di alluminio, appositamente progettato per l'utilizzo in questa avveniristica auto e con dimensionamenti tali da rendere questo motore in grado di sopportare pressioni di sovralimentazione vicine alle Formula 1 turbo in configurazione gara.
Curioso fu il fatto che dal basamento del bialbero Lampredi fu derivato il motore diesel che poi equipaggiò numerosi modelli Fiat.

## Caratteristiche di funzionamento
Caratteristiche peculiari del bialbero Lampredi erano l'elasticità, la coppia, la brillantezza e la robustezza, tanto che venne intensamente utilizzato nelle competizioni. Nota pregevole era la regolarità di erogazione della potenza, che non dava luogo a "buchi" di carburazione. Unico neo era il consumo elevato delle versioni alimentate a carburatore. Con l'adozione dell'iniezione elettronica, nel 1981, migliorarono anche i consumi e le prestazioni generali.
Caratteristica famosa era anche la rumorosità (piuttosto elevata) unitamente al rombo "rotondo" che gli conferiva una tipica sonorità.

## Applicazioni
Vetture FIAT
- 1967-1974 124 Sport Coupé
- 1966-1985 124 Sport Spider
- 1970-1974 124 Special T
- 1972-1976 124 Abarth Rally
- 1967-1972 125
- 1972-1981 132
- 1977-1983 131
- 1977-1980 131 Abarth
- 1981-1985 Argenta
- 1982-1988 Ritmo
- 1983-1990 Regata
- 1985-1996 Croma
- 1988-1995 Tipo
- 1990-1995 Tempra
- 1994-1996 Coupé

Vetture Lancia
- 1972-1984 Beta
- 1973-1984 Beta Coupé/HPE/Spider
- 1975-1982 Beta Montecarlo
- 1982-1983 Rally 037
- 1980-1984 Trevi
- 1980-1993 Delta
- 1982-1989 Prisma
- 1984-1994 Thema
- 1989-2000 Dedra
- 1993-1999 Delta II serie
- 1994-2000 K

Vetture Alfa Romeo
- 1988-1991 164 TURBO
- 1992-1997 155 2.0 turbo 16v Q4 - 155 turbo 16v

Vetture Morgan
- 1982-1986 Morgan +4

Vetture FSO
- 1973-1975 Polski Fiat 125p Monte Carlo
- 1973-1977 Polski Fiat 125p Akropolis
- 1978-1982 FSO Polonez

Vetture Rayton Fissore
- 1985-1993 Rayton Fissore Magnum

Vetture SEAT
- 1973-1975 1430 Especial
- 1975-1983 131
- 1975-1980 124D
- 1972-1981 132
- 1981-1982 Ritmo Crono
- 1982-1984 Ronda

## Cilindrate
| Cilindrata (cc) | Alesaggio (mm) | Corsa (mm) | Impiego |
| --------------- | -------------- | ---------- | --- |
| 1297            | 76             | 71,5       | Lancia Beta |
| 1301            | 76,1           | 71,5       | Fiat 131, Lancia Beta Coupé |
| 1367            | 78             | 71,5       | Fiat 131, Lancia Beta |
| 1438            | 80             | 71,5       | Fiat 124 Special T/Sport Coupé/Sport Spider, Lancia Beta |
| 1585            | 84             | 71,5       | Fiat 131, Fiat 132, Fiat Ritmo, Fiat Regata, Fiat Croma, Lancia Beta, Lancia Trevi, Lancia Delta, Lancia Prisma |
| 1592            | 80             | 79,2       | Fiat 124 Special T/Sport, Fiat 132, Lancia Beta, SEAT 1430, SEAT 124D, SEAT 131, SEAT 132, SEAT Ritmo, SEAT Ronda |
| 1608            | 80             | 80         | Fiat 124 Sport Coupé/Sport Spider, Fiat 125 |
| 1756            | 84             | 79,2       | Fiat 124 Sport Coupé/Sport Spider, Fiat 132, Fiat Tempra, Fiat Tipo, Lancia Beta, Lancia Dedra, Lancia Delta 2, SEAT 1430, SEAT 124D, SEAT 131, SEAT 132 |
| 1995            | 84             | 90         | Fiat Spider 2000, Fiat 132/Argenta, Fiat Campagnola, Fiat Croma, Fiat 131, Fiat Ritmo Abarth 125TC, Fiat Ritmo Abarth 130TC, Fiat Tempra, Fiat Tipo, Fiat Coupé, Lancia Beta, Lancia Beta Montecarlo, Lancia Rally, Lancia Trevi, Lancia Delta, Lancia Prisma, Lancia Thema, Lancia Dedra, Lancia Delta 2, Lancia K, Alfa Romeo 155Q4, Alfa Romeo 164 TURBO (versione 8 valvole), Rayton Fissore Magnum, SEAT 131 2000 TC, SEAT Ronda SX |
| 2111            | 85             | 93         | Lancia Rally 037 Evoluzione 2 |

## Competizioni sportive
Il motore fu intensamente utilizzato nelle corse. Fu uno dei propulsori più vincenti nella storia del campionato del mondo di rally, conquistando dieci titoli iridati.
- Campionato del mondo

| Costruttore | Modelli usati nel campionato          | Vittorie | Stagioni        |
| ----------- | ------------------------------------- | -------- | --------------- |
| FIAT        | Fiat 131 Abarth Rally                 | 3        | 1977-1978, 1980 |
| Lancia      | Lancia 037                            | 1        | 1983            |
| Lancia      | Lancia Delta HF 4WD e Delta Integrale | 6        | 1987-1992       |

- Campionato europeo piloti

| Costruttore | Modelli usati nel campionato | Vittorie | Stagioni |
| ----------- | ---------------------------- | -------- | -------- |
| Fiat        | Fiat 124 Abarth Rally        | 1        | 1972     |
| Fiat        | Fiat 124 Abarth Rally        | 1        | 1975     |
| Fiat        | Fiat 131 Abarth              | 1        | 1981     |

- Campionato italiano piloti

| Costruttore | Modelli usati nel campionato | Vittorie | Stagioni |
| ----------- | ---------------------------- | -------- | -------- |
| Fiat        | Fiat 124 Spider              | 1        | 1970     |
| Fiat        | Fiat 124 Abarth Rally        | 1        | 1974     |
| Fiat        | Fiat 124 Abarth Rally        | 1        | 1975     |
| Fiat        | Fiat 131 Abarth              | 1        | 1980     |

Oltre all'utilizzo nei rally, il motore equipaggiò la Lancia Beta Montecarlo Turbo, che vinse il Campionato del mondo sportprototipi per due anni consecutivi, nel 1980 - 1981.